# Аниций Авхений Бас (консул 431 г.)
Вижте пояснителната страница за други личности с името Аниций Авхений Бас.
Флавий Аниций Авхений Бас (на латински: Flavius Anicius Auchenius Bassus) е политик на Западната Римска империя през 5 век.

## Биография
Произлиза от фамилията Аниции. Той е син на Аниций Авхений Бас (консул 408 г.).
През 425 г. става comes rerum privatarum на Запада и преториански префект на Италия. През 431 г. е консул заедно с Флавий Антиох. През 435 г. e отново преториански префект на Италия.